# Musikåret 1900

## Händelser
- 14 januari – Giacomo Puccinis opera Tosca uruppförs vid Teatro Constantzi i Rom, Italien [1].
- 18 juli – Den slutliga versionen av Jean Sibelius Symfoni nr 1 uruppförs i Berlin av Helsingfors stadsorkester under ledning av Robert Kajanus.
- okänt datum – Nya Bachsällskapet grundas.

## Födda
- 1 januari – Xavier Cugat, spansk-kubansk-amerikansk violinist och orkesterledare.
- 15 januari – William Heinesen (död 1991), färöisk författare, kompositör och konstnär.
- 22 januari – Ernst Busch, tysk skådespelare, sångare och regissör.
- 30 januari – Isaak Dunajevskij, rysk tonsättare.
- 2 mars – Kurt Weill, tysk-amerikansk kompositör.
- 3 mars – Fritz Rotter, österrikisk sångtextförfattare, manusförfattare och kompositör.
- 20 april – Fred Raymond, österrikisk tonsättare.
- 25 april – Elsa Wallin, svensk operettsångare och skådespelare.
- 11 juni – Jules Sylvain, svensk kompositör, manusförfattare och musiker.
- 21 juni – Gunnar Ek, svensk tonsättare.
- 8 augusti – Tor Bergström, svensk sångtextförfattare, manusförfattare och kompositör.
- 23 augusti – Ernst Krenek, österrikisk tonsättare.
- 26 september – Helga Görlin, svensk hovsångare (sopran).
- 29 september – Folke Rydberg, svensk sångare (andre bas).
- 1 november – Rut Holm, svensk skådespelare och sångare.
- 3 november – Märta Reiners, svensk operasångare.
- 14 november – Aaron Copland, amerikansk tonsättare.
- 24 november – Nils Söderman, svensk kapellmästare, kompositör och musiker (piano).

## Avlidna
- 10 mars – Johan Peter Emilius Hartmann, 94, dansk tonsättare
- 20 november – Rudolf Piefke, 65, tysk militärmusiker och kompositör.
- 22 november – Arthur Sullivan, 58, engelsk tonsättare

### Fotnoter
1. ↑  20:e århundrades När Var Hur - 1900, Bernt Himmelstedt, Forum, 1999